# LXIV Festival Internacional de la Canción de Viña del Mar
El LXIV Festival Internacional de la Canción de Viña del Mar, también conocido como Viña 2025 y estilizado como Viña 25, fue un evento cultural y artístico que se desarrolló entre el domingo 23 de febrero y el sábado 1 de marzo de 2025 en el Anfiteatro de la Quinta Vergara en la ciudad chilena de Viña del Mar, Región de Valparaíso. El evento fue presentado por Karen Doggenweiler y Rafael Araneda como animadores principales, retornando este último a dicho rol tras desempeñarlo entre la LII y LIX edición.
Inicialmente planeado para finalizar el 28 de febrero, ante la ocurrencia de un corte de suministro eléctrico a nivel nacional en Chile el día 25 de febrero, que afectó a más del 90% de la población nacional, y a la declaración por parte del Gobierno de Gabriel Boric de estado de excepción constitucional por catástrofe, y toque de queda, se suspendió la tercera noche del Festival, la que fue reprogramada para el sábado 1 de marzo.
La organización del certamen estuvo a cargo del canal de televisión Mega y de la empresa productora Bizarro, quienes en mayo de 2024 se adjudicaron la realización del festival desde 2025 hasta 2028. Es la segunda vez que el evento es organizado por Mega, que estuvo a cargo del festival entre 1994 y 1999.

## Antecedentes
Esta edición contará también con el regreso de los coanimadores, presentadores de continuidad que acompañan a los presentadores principales del evento, formato que apareció por última vez en la XLIII edición. Quienes acompañarán a los presentadores principales y cumplirán con el rol de continuidad durante este evento serán Paola Volpato, Tita Ureta, Francisco Melo, José Antonio Neme y Rodrigo Sepúlveda. Cabe recalcar que solo fueron presentadores en las competencias internacional y folclórica.
La presentación de los artistas confirmados para esta edición se realizó a través del especial de televisión, Line Up Viña 2025, emitido por Mega el 17 y 22 de noviembre de 2024. En su primera emisión, se confirmó la participación de Myriam Hernández, Marc Anthony, Sebastián Yatra, Carlos Vives, Ha*Ash, Bacilos y Duki. Los artistas musicales restantes fueron presentados en la segunda emisión, junto con los humoristas y la programación completa de las 6 noches del festival.
El 20 de diciembre de 2024, se confirmó la participación de los grupos de rock anglo Incubus y The Cult, que se presentarán durante la noche del 27 de febrero, completando de esta manera la parrilla programática de los artistas.
El 17 de febrero de 2025 se dio a conocer una modificación en el orden de las presentaciones de cada noche del festival. En esta edición, los participantes de la competencia folclórica se presentarán inmediatamente después del número musical de apertura, con lo cual el número humorístico tendrá lugar entre las competencias folclórica e internacional. Esta medida fue tomada para intentar dar más visibilidad a los competencias, ya que en ediciones anteriores los competidores de ambas categorías se presentaban entre el número humorístico y número musical de cierre.
El 25 de febrero de 2025 ocurrió un corte de suministro eléctrico a nivel nacional en Chile que obligó a suspender la tercera noche del Festival cuando se iban a presentar Morat, Pedro Ruminot y Sebastián Yatra, estas presentaciones fueron reprogramadas para el 1 de marzo de 2025. Mientras que las competencias fueron movidas un día (por ejemplo, las competencias del 25 de febrero se realizarán el día 26, y así sucesivamente).

### Emisión
La transmisión del festival en Chile fue hecha por las señales de televisión de Mega Media: Mega, Mega 2, y su servicio de streaming Mega Go, y por las señales de radio del mismo grupo, Radio Carolina y Romántica FM.
En cuanto a la transmisión internacional, la 64.ª edición del festival se caracterizó, en principio, por ser la primera en la historia en no ser transmitida fuera de Chile en canales de televisión abierta o de cable convencionales, sino que es transmitido a nivel internacional exclusivamente por el servicio de streaming Disney+, y por radio a través de las señales internacionales locales de la cadena Radio Disney.Asimismo, las plataformas de Billboard transmitieron el certamen en todas sus plataformas en Estados Unidos.
Sin perjuicio de lo anterior, el canal guatemalteco TV Azteca Guate transmitió el certamen en televisión abierta, al igual que la edición anterior de 2024.

## Presentadores

### Oficiales
- Karen Doggenweiler
- Rafael Araneda

### Coanimadores[nota 4][16][24]
- José Antonio Neme (primera noche)
- Paola Volpato (segunda noche)
- Francisco Melo (tercera noche)
- Isidora «Tita» Ureta (quinta noche)
- Rodrigo Sepúlveda (sexta noche)

### Backstage[nota 5]
- Isidora «Tita» Ureta (desde el inicio de la emisión de cada jornada hasta la presentación del humorista).
- Natasha Kennard (desde el inicio de la emisión de cada jornada hasta la presentación del humorista).
- / Joaquín Méndez (desde la competencia Internacional hasta el cierre de la emisión).
- Darynka Marcic (desde la competencia Internacional hasta el cierre de la emisión).

## Jurado
- Jorge Villamizar, de Bacilos[25]
- André Lopes, de Bacilos[25]
- / Paolo Bortolameolli[25]
- Jorge López[25]
- Emilia Dides[25]
- Nicolás Oyarzún[25]
- Kidd Voodoo[25]
- Catalina Edwards[25]
- Rodrigo Sepúlveda[25]
- Claudio Narea (presidente del jurado)[25]

## Artistas

### Musicales
- Myriam Hernández[26]
- Kidd Voodoo
- Carin León
- / Ha*Ash[26]
- Sebastián Yatra[26]
- Morat
- Carlos Vives[26]
- // Bacilos[26]
- / Marc Anthony[26]
- Eladio Carrión
- Duki[26]
- Incubus[27]
- The Cult[27]

### Humoristas[28]
- Chiqui Aguayo
- Juan Pablo López
- Pedro Ruminot
- Pamela Córdoba «Pam Pam»
- Edo Caroe
- / George Harris

## Programación y desarrollo
|           | Obertura                            |
|           | Cantante / Intérprete musical       |
|           | Competencia folclórica              |
|           | Humor                               |
|           | Competencia internacional           |
| G / G / G | Gaviota de plata / oro / platino    |
| 🔑        | Llaves de la ciudad de Viña del Mar |
| UTC -3    | Hora de Chile                       |

La programación para esta edición es la siguiente:

### Día 1 - Domingo 23 de febrero
| N.º | Nombre        | Género / Tipo                                    | Horario (UTC -3) | Premios / Puntaje   | Lista de temas / Rutina |
| --- | ------------- | ------------------------------------------------ | ---------------- | ------------------- | --- |
| O   | Obertura      | Obertura                                         | 21:22 21:28      | —                   | |
| 1   | Marc Anthony  | Cantautor y compositor de Salsa (género musical) | 21:53 23:09      | G (22:43) G (23:01) | Ver lista 1. «Pa'lla voy» 2. «Valió la pena» 3. «Y hubo alguien» 4. «Volando entre tus brazos» 5. «Flor pálida» 6. «Abrázame muy fuerte» 7. «Almohada» 8. «Y cómo es él» 9. «Qué precio tiene el cielo» 10. «Mala» 11. «Te conozco bien» 12. «Tu amor me hace bien» 13. «Vivir mi vida» |
| 2   | Renata Flores | Competencia folclórica (1.ª ronda)               | 23:24 23:38      | 5,2P                | «Kuti Tika» |
| 3   | Ms. Ámbar     | Competencia folclórica (1.ª ronda)               | 23:24 23:38      | 5,3P                | «No te voy a llorar» |
| 4   | Metalengua    | Competencia folclórica (1.ª ronda)               | 23:24 23:38      | 5,7P                | «La baba del sol» |
| 5   | George Harris | Comediante y standupero                          | 23:49 00:36      | —                   | |
| 6   | Santi Borda   | Competencia internacional (1.ª ronda)            | 00:53 01:06      | 4,9P                | «La Reina» |
| 7   | Cecille       | Competencia internacional (1.ª ronda)            | 00:53 01:06      | 5,5P                | «Solamente farfalle» |
| 8   | Geronimo Sims | Competencia internacional (1.ª ronda)            | 00:53 01:06      | 5,4P                | «Septiembre» |
| 9   | Bacilos       | Banda de Pop Rock Latino                         | 01:17 02:03      | G (01:50) G (02:02) | Ver lista 1. «Tabaco y Chanel» 2. «Perderme contigo» 3. «Pasos de gigante» 4. «Yo no sé mañana» (cover) 5. «Mi primer millón» 6. «Caraluna» |

(*) Presentaciones desde el minuto 11 de George Harris hasta Bacilos pasan a la madrugada del lunes 24, por el cambio de día a las 00:00.

### Día 2 - Lunes 24 de febrero
| N.º | Nombre                 | Género / Tipo                         | Horario (UTC -3) | Premios / Puntaje             | Lista de temas / Rutina |
| --- | ---------------------- | ------------------------------------- | ---------------- | ----------------------------- | --- |
| 1   | Myriam Hernández       | Cantante de balada romántica          | 21:42 23:25      | G (22:16) G (22:45) G (22:56) | Ver lista 1. El hombre que yo amo 2. Te pareces tanto a él 3. Nos lo hemos dicho todo 4. Eres / Mío / Si yo me vuelvo a enamorar / Dónde estará mi primavera 5. He vuelto por ti / Deseo / Tonto / Rescátame 6. No te he robado nada 7. Leña y fuego (con Power Peralta) 8. Un hombre secreto 9. Invencible 10. Se me fue (con Valentín Trujillo en el piano) 11. La fuerza del amor 12. Quiero saber 13. Peligroso amor 14. Ay amor 15. Huele a peligro 16. Herida |
| 2   | Sele Vera y Los Pampas | Competencia folclórica (1.ª ronda)    | 23:46 00:04      | 5,0P                          | «Devuélveme el corazón» |
| 3   | Las Damas de Oro       | Competencia folclórica (1.ª ronda)    | 23:46 00:04      | 5,4P                          | «Canto de mi tierra» |
| 4   | Tupay                  | Competencia folclórica (1.ª ronda)    | 23:46 00:04      | 5,8P                          | «No le tengas miedo a la soledad» |
| 5   | Chiqui Aguayo          | Humorista, actriz y comediante        | 00:17 01:22      | G (01:07) G (01:09)           | Ver lista - “Cuicos” - Ebriedad - Tragedias - Tareas domésticas - Maternidad - Colegio |
| 6   | Dani Ride              | Competencia internacional (1.ª ronda) | 01:35 01:50      | 5,6P                          | «Infernodaga» |
| 7   | Kakalo                 | Competencia internacional (1.ª ronda) | 01:35 01:50      | 5,8P                          | «Tierra trágame» |
| 8   | NIA                    | Competencia internacional (1.ª ronda) | 01:35 01:50      | 5,6P                          | «Caminito de las lamento» |
| 9   | Ha*Ash                 | Dúo musical de pop country            | 02:03 02:57      | G (02:27) G (02:53)           | Ver lista 1. No te quiero nada 2. Dos copas de más 3. Te dejo en libertad 4. Supongo que lo sabes 5. Eso no va a suceder / Impermeable / 100 años 6. Te apuesto / No pasa nada 7. Ex de verdad 8. ¿Qué hago yo? 9. Perdón, perdón 10. Lo aprendí de ti 11. Estés dónde estés |

(*) Presentaciones desde el minuto 14 de la competencia folclórica hasta Ha*Ash pasan a la madrugada del martes 25, por el cambio de día a las 00:00.

### Día 3 - Miércoles 26 de febrero
| N.º | Nombre                                                                                  | Género / Tipo                         | Horario (UTC -3)              | Premios / Puntaje   | Lista de temas / Rutina |
| --- | --------------------------------------------------------------------------------------- | ------------------------------------- | ----------------------------- | ------------------- | --- |
| O   | Homenaje a Juan Gabriel, Camilo Sesto, Gloria Estefan, Andrea Bocelli y Los Prisioneros | Obertura                              | 21:23 21:34                   | —                   | — |
| 1   | Carlos Vives                                                                            | Cantante de pop y Vallenato           | 21:52 23:13                   | G (22:31) G (23:01) | Ver lista 1. Pa' mayté 2. Ella es mi fiesta 3. La bicicleta 4. Fruta fresca 5. Volví a nacer 6. Canción bonita 7. La gota fría 8. Viva el Vallenato 9. La Cañaguatera 10. Carito 11. La Tierra del Olvido 12. Robarte un beso (con Sebastián Yatra) 13. Cuando nos volvamos a encontrar |
| 2   | Renata Flores                                                                           | Competencia folclórica (2.ª ronda)    | 23:31 23:46                   | 5,3P                | «Kuti Tika» |
| 3   | Ms. Ámbar                                                                               | Competencia folclórica (2.ª ronda)    | 23:31 23:46                   | 5,7P                | «No te voy a llorar» |
| 4   | Metalengua                                                                              | Competencia folclórica (2.ª ronda)    | 23:31 23:46                   | 5,9P                | «La baba del sol» |
| 5   | Edo Caroe                                                                               | Humorista                             | 23:55 01:12                   | G (00:57) G (00:58) | Ver listaTemas de su rutina |
| 6   | Santi Borda                                                                             | Competencia internacional (2.ª ronda) | 01:37 01:56                   | 5,0P                | «La Reina» |
| 7   | Cecille                                                                                 | Competencia internacional (2.ª ronda) | 01:37 01:56                   | 5,7P                | «Solamente farfalle» |
| 8   | Geronimo Sims                                                                           | Competencia internacional (2.ª ronda) | 01:37 01:56                   | 5,8P                | «Septiembre» |
| 9   | Carin León                                                                              | Cantante de música regional mexicana  | 02:07 03:12 (TV) 03:21 (Real) | G (02:38) G (03:07) | Ver lista 1. Frené mis pies 2. Como lo hice yo 3. Me la aventé 4. Cuando la vida sea trago 5. El amor de mi herida 6. Despidase bien 7. Te lo agradezco 8. No es por acá 9. El tóxico 10. Ojos cerrados 11. Una vida pasada 12. Que vuelvas 13. La boda del huitlacoche 14. Ramito de violetas (cover de Zalo Reyes) 15. Necesito encontrarte 16. Primera cita 17. Según quién 18. Popurrí de Juan Gabriel 19. Ahí estabas tú |

(*) Presentaciones desde el minuto 5 de Edo Caroe hasta Carín León pasan a la madrugada del jueves 27, por el cambio de día a las 00:00.

### Día 4 - Jueves 27 de febrero
| N.º | Nombre                 | Género / Tipo                         | Horario (UTC -3) | Premios / Puntaje   | Lista de temas / Rutina |
| --- | ---------------------- | ------------------------------------- | ---------------- | ------------------- | --- |
| 1   | Incubus                | Banda de rock alternativo             | 21:45 22:51      | G (22:43) G (22:44) | Ver lista 1. «Megalomaniac» 2. «Wish you were here» 3. «Anna molly» 4. «Sick sad little world» 5. «Karma come back» 6. «Come together» 7. «Are you in» / «In the air tonight» 8. «The warmth» 9. «Pardon me» 10. «Stellar» 11. «Nice to know you» 12. «Drive» |
| 2   | Sele Vera y Los Pampas | Competencia folclórica (2.ª ronda)    | 23:05 23:20      | 5,2P                | «Devuélveme el corazón» |
| 3   | Las Damas de Oro       | Competencia folclórica (2.ª ronda)    | 23:05 23:20      | 6,0P                | «Canto de mi tierra» |
| 4   | Tupay                  | Competencia folclórica (2.ª ronda)    | 23:05 23:20      | 5,8P                | «No le tengas miedo a la soledad» |
| 5   | Juan Pablo López       | Humorista de stand up comedy          | 23:36 00:42      | G (00:26) G (00:28) | Ver listaTemas de su rutina |
| 6   | Dani Ride              | Competencia internacional (2.ª ronda) | 01:01 01:14      | 5,9P                | «Infernodaga» |
| 7   | Kakalo                 | Competencia internacional (2.ª ronda) | 01:01 01:14      | 6,0P                | «Tierra trágame» |
| 8   | NIA                    | Competencia internacional (2.ª ronda) | 01:01 01:14      | 5,8P                | «Caminito de lamento» |
| 9   | The Cult               | Banda de hard rock                    | 01:29 02:09      | G (02:14)           | Ver lista 1. «Rise» 2. «Wild Flower» 3. «The Witch» 4. «Mirror» 5. «War (The Process)» 6. «Fire woman» 7. «Love Removal Machine» 8. «She Sells Sanctuary» |

(*) Presentaciones desde el minuto 24 de Juan Pablo López hasta The Cult pasan a la madrugada del viernes 28, por el cambio de día a las 00:00.

### Día 5 - Viernes 28 de febrero
| N.º | Nombre           | Género / Tipo                          | Horario (UTC -3) | Premios / Puntaje               | Lista de temas / Rutina |
| --- | ---------------- | -------------------------------------- | ---------------- | ------------------------------- | --- |
| 1   | Metalengua       | Competencia folclórica (Finalistas)    | 21:14 21:27      | 6,1P G (21:35) Canción ganadora | «La baba del sol» |
| 2   | Tupay            | Competencia folclórica (Finalistas)    | 21:14 21:27      | 6,1P                            | «No le tengas miedo a la soledad» |
| 3   | Las Damas de Oro | Competencia folclórica (Finalistas)    | 21:14 21:27      | 5,9P G (21:29) Mejor intérprete | «Canto de mi tierra» |
| 4   | Dani Ride        | Competencia internacional (Finalistas) | 21:37 21:50      | 6,0P                            | «Infernodaga» |
| 5   | Kakalo           | Competencia internacional (Finalistas) | 21:37 21:50      | 6,3P G (21:54) Canción ganadora | «Tierra trágame» |
| 6   | NIA              | Competencia internacional (Finalistas) | 21:37 21:50      | 6,0P G (21:52) Mejor intérprete | «Caminito de lamento» |
| 7   | Duki             | Cantante de trap                       | 22:08 23:08      | G (22:31) G (22:57)             | Ver lista 1. Givenchy 2. Si te sientes sola 3. Pininfarina 4. Además de mí (Remix) 5. Sin Frenos 6. Buscarte lejos 7. Harakiri 8. Bizarrap Music Sessions, Vol. 50 9. Si quieren frontear 10. Marisola (Remix) 11. Los del Espacio 12. Antes de perderte 13. No me llores 14. Goteo 15. Malbec 16. She Don't Give a Fo 17. Nueva era                      |
| 8   | Pam Pam          | Humorista                              | 23:16 00:02      | G (00:04)                       | Ver listaTemas de su rutina |
| 9   | Eladio Carrión   | Cantante de trap latino                | 00:27 01:27      | G (00:45) G (01:13)             | Ver lista 1. Si la calle llama 2. Thunder y Lightning 3. TQMQA 4. La canción feliz del disco 5. Coco chanel 6. Hey lil mama 7. Sigue bailandome 8. Si si si si (cover Dimelo Flow) 9. Todo o nada 10. Hola como vas 11. 3 Am 12. Flores en animo 13. Me gustas natural (cover de Rels B) 14. Kemba walker 15. Bizarrap Music Sessions, Vol. 40 16. Mbappe |
| 10  | Kidd Voodoo      | Cantante de música urbana              | 01:39 02:25      | G (02:03) G (02:15)             | Ver lista 1. Satirología 2. Grabándote 3. Escarlata (remix) 4. Tas texteandome (con Katteyes) 5. Ese guille 6. Minnie <3 |

(*) Presentaciones desde el minuto 44 de Pam Pam hasta Kidd Voodoo pasan a la madrugada del sábado 1 de marzo, por el cambio de día a las 00:00.

### Día 6 - Sábado 1 de marzo[nota 6]
Originalmente esta jornada estaba programada para el día martes 25 de febrero, sin embargo, debido al apagón nacional ocurrido ese día que afectó a casi todo el país, debió ser reprogramada para el sábado 1 de marzo.
| N.º | Nombre          | Género / Tipo                            | Horario (UTC -3) | Premios / Puntaje   | Lista de temas / Rutina |
| --- | --------------- | ---------------------------------------- | ---------------- | ------------------- | --- |
| 1   | Morat           | Grupo musical de Folk Pop Rock latino    | 21:49 23:01      | G (22:20) G (22:39) | Ver lista 1. «Faltas tú» 2. «Cómo te atreves» 3. «506» 4. «A dónde vamos» 5. «Porfa no te vayas» 6. «Segundos platos» 7. «Cuando nadie ve» 8. «No se va» 9. «Salir con vida» 10. «Por si no te vuelvo a ver» 11. «Amor con hielo» 12. «París» 13. «Llamada perdida» 14. «Besos en guerra» 15. «La policía»  |
| 2   | Metalengua      | Competencia folclórica (Show ganador)    | 23:19 23:22      | —                   | «La baba del sol» |
| 3   | Kakalo          | Competencia internacional (Show ganador) | 23:25 23:28      | —                   | «Tierra trágame» |
| 4   | Pedro Ruminot   | Humorista                                | 23:34 01:08      | G (00:37) G (00:39) | Ver listaTemas de su rutina |
| 5   | Sebastián Yatra | Cantante de pop latino                   | 01:30 02:38      | G (01:54) G (02:29) | Ver lista 1. «Traicionera» 2. «Por perro» 3. «Pareja del año» 4. «Por fin te encontré» 5. «Chica ideal» 6. «Robarte un beso» 7. «Cómo mirarte» 8. «No hay nadie más» 9. «Cristina» 10. «La pelirroja» 11. «Ojos marrones» 12. «Ya no tiene novio» 13. «Vagabundo» 14. «Sutra» 15. «2AM» 16. «Tacones Rojos» |

(*) Presentaciones desde el minuto 26 de Pedro Ruminot hasta Sebastián Yatra pasan a la madrugada del domingo 2 de marzo, por el cambio de día a las 00:00.

## Competencias
Doce participantes seleccionados tras una convocatoria realizada en octubre de 2024 por la organización concurren a las competencias de la LXIV edición.

### Competencia internacional
| País      | Artista/Intérprete | Título de la canción  | Autor/a                       | Compositor/a                                     |
| --------- | ------------------ | --------------------- | ----------------------------- | ------------------------------------------------ |
| Argentina | Santi Borda        | «La Reina»            | Santiago Borda                | Santiago Borda                                   |
| Chile     | Dani Ride          | «Infernodaga»         | José Daniel Díaz              | José Daniel Díaz                                 |
| España    | Nia                | «Caminito de Lamento» | NIA                           | NIA, Dangelo Ortega, Ricky Furiati y Yobi Zúñiga |
| Italia    | Cecille            | «Solamente Farfalle»  | Dalila Bizzini                | Claudio Adamo                                    |
| México    | Kakalo             | «Tierra Trágame»      | Juan Carlos Corral            | Juan Carlos Corral                               |
| Bolivia   | Geronimo Sims      | «Septiembre»          | Geronimo Sims y Arturo Medina | Geronimo Sims y Arturo Medina                    |

| Ver             | Ver | Ver           | Ver                   | Ver      | Ver      | Ver      | Ver      | Ver      | Ver      | Ver      | Ver      | Ver      | Ver      | Ver              |
| --------------- | --- | ------------- | --------------------- | -------- | -------- | -------- | -------- | -------- | -------- | -------- | -------- | -------- | -------- | ---------------- |
| Primera ronda   |     |               |                       |          |          |          |          |          |          |          |          |          |          |                  |
| Fecha           | N.º | Artista       | Canción interpretada  | Puntajes | Puntajes | Puntajes | Puntajes | Puntajes | Puntajes | Puntajes | Puntajes | Puntajes | Puntajes | Promedio parcial |
| Fecha           | N.º | Artista       | Canción interpretada  | ED       | JL       | RS       | CE       | KV       | CN       | PB       | NO       | BC       | P        | Promedio parcial |
| Domingo 23/02   | 1   | Santi Borda   | «La reina»            | 6        | 6        | 5        | 5        | 6        | 5        | 4        | 5        | 4        | 3,4      | 4,9              |
| Domingo 23/02   | 2   | Cecille       | «Solamente farfalle»  | 6        | 5        | 6        | 6        | 5        | 6        | 6        | 6        | 5        | 4,4      | 5,5              |
| Domingo 23/02   | 3   | Geronimo Sims | «Septiembre»          | 6        | 5        | 5        | 5        | 6        | 6        | 5        | 5        | 6        | 5        | 5,4              |
| Lunes 24/02     | 4   | Dani Ride     | «Infernodaga»         |          |          |          |          |          |          |          |          |          |          | 5,6              |
| Lunes 24/02     | 5   | Kakalo        | «Tierra trágame»      |          |          |          |          |          |          |          |          |          |          | 5,8              |
| Lunes 24/02     | 6   | Nia           | «Camino de lamento»   |          |          |          |          |          |          |          |          |          |          | 5,6              |
| Segunda ronda   |     |               |                       |          |          |          |          |          |          |          |          |          |          |                  |
| Fecha           | N.º | Artista       | Canción interpretada  | Puntajes | Puntajes | Puntajes | Puntajes | Puntajes | Puntajes | Puntajes | Puntajes | Puntajes | Puntajes | Promedio parcial |
| Fecha           | N.º | Artista       | Canción interpretada  | ED       | JL       | RS       | CE       | KV       | CN       | PB       | NO       | BC       | P        | Promedio parcial |
| Miércoles 26/02 | 1   | Santi Borda   | «La reina»            | 6        | 6        | 5        | 4        | 6        | 5        | 5        | 5        | 5        | 3,3      | 5,0              |
| Miércoles 26/02 | 2   | Cecille       | «Solamente farfalle»  | 5        | 6        | 6        | 6        | 6        | 6        | 6        | 6        | 6        | 4,2      | 5,7              |
| Miércoles 26/02 | 3   | Geronimo Sims | «Septiembre»          | 6        | 5        | 5        | 5        | 7        | 7        | 6        | 6        | 6        | 5,4      | 5,8              |
| Jueves 27/02    | 4   | Dani Ride     | «Infernodaga»         | 6        | 6        | 6        | 6        | 6        | 6        | 6        | 7        | 5        | 5,0      | 5,9              |
| Jueves 27/02    | 5   | Kakalo        | «Tierra trágame»      | 6        | 5        | 6        | 7        | 6        | 7        | 6        | 7        | 6        | 3,9      | 6,0              |
| Jueves 27/02    | 6   | Nia           | «Camino de lamento»   | 7        | 7        | 6        | 6        | 7        | 5        | 5        | 6        | 5        | 3,7      | 5,8              |
| Final           |     |               |                       |          |          |          |          |          |          |          |          |          |          |                  |
| Fecha           | N.º | Artista       | Canción interpretada  | Puntajes | Puntajes | Puntajes | Puntajes | Puntajes | Puntajes | Puntajes | Puntajes | Puntajes | Puntajes | Promedio parcial |
| Fecha           | N.º | Artista       | Canción interpretada  | ED       | JL       | RS       | CE       | KV       | CN       | PB       | NO       | BC       | P        | Promedio parcial |
| Viernes 28/02   | 1   | Dani Ride     | «Infernodaga»         | 7        | 6        | 6        | 6        | 6        | 7        | 6        | 6        | 5        | 4,7      | 6,0              |
| Viernes 28/02   | 2   | Kakalo        | «Tierra trágame»      | 7        | 6        | 7        | 7        | 5        | 6        | 7        | 7        | 7        | 4,3      | 6,3              |
| Viernes 28/02   | 3   | Nia           | «Caminito de lamento» | 7        | 7        | 7        | 6        | 7        | 6        | 5        | 6        | 5        | 4,3      | 6,0              |

### Competencia folclórica
| País      | Artista/Intérprete     | Título de la canción              | Autor/a                                                        | Compositor/a                                                   |
| --------- | ---------------------- | --------------------------------- | -------------------------------------------------------------- | -------------------------------------------------------------- |
| Argentina | Sele Vera y Los Pampas | «Devuélveme el corazón»           | Selena «Sele» Carolina Vera                                    | Selena «Sele» Carolina Vera                                    |
| Bolivia   | Tupay                  | «No le tengas miedo a la soledad» | Edwin Castellanos                                              | Edwin Castellanos                                              |
| Chile     | Metalengua             | «La baba del sol»                 | Martín Torres Miranda                                          | Martín Torres Miranda                                          |
| Ecuador   | Las Damas de Oro       | «Canto de mi tierra»              | Ronny Rodríguez, Roberto Guerrero, Lila Flores y Katty Lamilla | Ronny Rodríguez, Roberto Guerrero, Lila Flores y Katty Lamilla |
| México    | Ms. Ámbar              | «No te voy a llorar»              | Ámbar Carvajal, Carlos Segura, Camilo Rojas y Antonio Suárez   | Ámbar Carvajal, Carlos Segura, Camilo Rojas y Antonio Suárez   |
| Perú      | Renata Flores          | «Kuti Tika»                       | Renata Flores                                                  | Renata Flores                                                  |

| Ver             | Ver | Ver                    | Ver                               | Ver      | Ver      | Ver      | Ver      | Ver      | Ver      | Ver      | Ver      | Ver      | Ver      | Ver              |
| --------------- | --- | ---------------------- | --------------------------------- | -------- | -------- | -------- | -------- | -------- | -------- | -------- | -------- | -------- | -------- | ---------------- |
| Primera ronda   |     |                        |                                   |          |          |          |          |          |          |          |          |          |          |                  |
| Fecha           | N.º | Artista                | Canción interpretada              | Puntajes | Puntajes | Puntajes | Puntajes | Puntajes | Puntajes | Puntajes | Puntajes | Puntajes | Puntajes | Promedio parcial |
| Fecha           | N.º | Artista                | Canción interpretada              | ED       | JL       | RS       | CE       | KV       | CN       | PB       | NO       | BC       | P        | Promedio parcial |
| Domingo 23/02   | 1   | Renata Flores          | «Kuti tika»                       | 5        | 5        | 6        | 4        | 5        | 7        | 6        | 6        | 5        | 4,4      | 5,3              |
| Domingo 23/02   | 2   | Ms. Ámbar              | «No te voy a llorar»              | 6        | 6        | 5        | 5        | 4        | 6        | 5        | 5        | 6        | 4        | 5,2              |
| Domingo 23/02   | 3   | Metalengua             | «La baba del sol»                 | 6        | 4        | 7        | 6        |          | 6        | 6        | 6        | 6        |          | 5,7              |
| Lunes 24/02     | 4   | Sele Vera y Los Pampas | «Devuélveme el corazón»           | 5        | 6        | 4        | 6        | 5        | 5        | 4        | 4        | 6        | 5,3      | 5,0              |
| Lunes 24/02     | 5   | Las Damas de Oro       | «Canto de mi tierra»              | 6        | 7        | 5        | 6        | 4        | 5        | 5        | 5        | 5        | 5,8      | 5,4              |
| Lunes 24/02     | 6   | Tupay                  | «No le tengas miedo a la soledad» | 6        | 7        | 5        | 6        | 6        | 6        | 6        | 6        | 6        | 4        | 5,8              |
| Segunda ronda   |     |                        |                                   |          |          |          |          |          |          |          |          |          |          |                  |
| Fecha           | N.º | Artista                | Canción interpretada              | Puntajes | Puntajes | Puntajes | Puntajes | Puntajes | Puntajes | Puntajes | Puntajes | Puntajes | Puntajes | Promedio parcial |
| Fecha           | N.º | Artista                | Canción interpretada              | ED       | JL       | RS       | CE       | KV       | CN       | PB       | NO       | BC       | P        | Promedio parcial |
| Miércoles 26/02 | 1   | Renata Flores          | «Kuti tika»                       |          |          |          |          |          |          |          |          |          |          | 5,3              |
| Miércoles 26/02 | 2   | Ms. Ámbar              | «No te voy a llorar»              | 5        | 6        | 6        | 5        | 6        | 6        | 6        | 7        | 6        | 4,2      | 5,7              |
| Miércoles 26/02 | 3   | Metalengua             | «La baba del sol»                 | 5        | 7        | 6        | 6        | 6        | 6        | 6        | 6        | 6        | 5,1      | 5,9              |
| Jueves 27/02    | 4   | Sele Vera y Los Pampas | «Devuélveme el corazón»           | 5        | 7        | 5        | 5        | 5        | 5        | 5        | 5        | 5        | 4,6      | 5,2              |
| Jueves 27/02    | 5   | Las Damas de Oro       | «Canto de mi tierra»              | 6        | 7        | 6        | 5        | 6        | 6        | 6        | 6        | 6        | 5,6      | 6,0              |
| Jueves 27/02    | 6   | Tupay                  | «No le tengas miedo a la soledad» | 6        | 6        | 5        | 7        | 6        | 6        | 6        | 6        | 6        | 3,5      | 5,8              |
| Final           |     |                        |                                   |          |          |          |          |          |          |          |          |          |          |                  |
| Fecha           | N.º | Artista                | Canción interpretada              | Puntajes | Puntajes | Puntajes | Puntajes | Puntajes | Puntajes | Puntajes | Puntajes | Puntajes | Puntajes | Promedio parcial |
| Fecha           | N.º | Artista                | Canción interpretada              | ED       | JL       | RS       | CE       | KV       | CN       | PB       | NO       | BC       | P        | Promedio parcial |
| Viernes 28/02   | 1   | Metalengua             | «La baba del sol»                 | 7        | 7        | 6        | 6        | 5        | 7        | 7        | 7        | 5        | 4,0      | 6,1              |
| Viernes 28/02   | 2   | Tupay                  | «No le tengas miedo a la soledad» | 7        | 7        | 5        | 7        | 6        | 6        | 6        | 6        | 7        | 3,5      | 6,1              |
| Viernes 28/02   | 3   | Las Damas de Oro       | «Canto de mi tierra»              | 7        | 7        | 6        | 5        | 5        | 6        | 6        | 6        | 5        | 5,5      | 5,9              |

## Controversias, debates y hechos destacados
La 64.ª edición del Festival de Viña del Mar fue una de las más polémicas en sus varias décadas de historia, debido a que se vio marcada por variadas controversias de todo tipo. Varias de ellas apuntaban a su canal organizador Mega –canal que volvía a producir el certamen después de 26 años–, además de las hechas a la productora Bizarro, la que coproduce el certamen desde 2019 (hasta 2024, en conjunto con TVN y Canal 13), debido a diversas decisiones que afectaron al festival, como la contratación de un comediante extranjero poco preparado, las decisiones de no dar disponibilidad al contenido del festival como en otros años, errores de la producción y de los presentadores del evento, entre otras críticas negativas Las numerosas controversias tendrían consecuencias administrativas dentro del canal Mega, en donde se reportó en medios de comunicación sobre la insatisfacción o incluso enojo de Carlos Heller Solari, presidente del directorio de la empresa matriz del canal, el grupo mediático chileno Megamedia, que forma parte del holding Bethia, también chileno, propiedad de su madre Liliana Solari Falabella. Una serie de cambios programáticos fallidos en la señal de Mega, los cuales fueron anunciados durante la cobertura del festival en Chile, y que involucraban a dos rostros importantes del canal: los periodistas chilenos Rodrigo Sepúlveda, y José Antonio Neme, además de las ya mencionadas críticas al certamen, que fue posiblemente el proyecto más importante producido por el canal desde la llegada de holding Bethia en 2011, provocó el despido del director ejecutivo del canal, Javier Villanueva, siendo reemplazado por Patricia Bazán.
Las consecuencias administrativas no se limitarían solo a esas, ya que, posteriormente, a fines de abril de 2025, ya en el proyecto del certamen próximo de 2026, Rodrigo Norambuena, director general del Festival, Director de Desarrollo Internacional, Nuevos Negocios e Innovación, fue despedido del canal privado. Posteriormente, Álex Hernández, director televisivo del certamen desde 2011 hasta 2018, y con participación en ediciones previas en 1997, 2022 y 2023, fue igualmente despedido, todo esto a consecuencia de la controversia y las críticas.
Sin embargo, el certamen igualmente tendría críticas positivas, siendo principalmente las presentaciones de artistas internacionales como Marc Anthony, Sebastián Yatra, Carlos Vives, la banda angloparlante Incubus y la cantante chilena Myriam Hernández, los cuales han sido calificados tanto por la crítica como la audiencia como los puntos más altos del certamen.También, recibió buenas críticas la importancia que esta edición del festival le dio a la competencia internacional de canciones, alcanzando índices de audiencia muy altos, y una cobertura muy destacable en redes sociales. Además, los comediantes chilenos Pedro Ruminot, Edo Caroe, Juan Pablo López y Chiqui Aguayo, lograron tener cada uno un paso muy exitoso por el escenario, por medio del stand up comedy, con rutinas basadas en situaciones cotidianas de la vida diaria, contadas de forma graciosa (López y Ruminot); humor negro, y crítica social (Caroe); y chistes destinados a un público más adulto, con anécdotas y chistes más subidos de tono (Aguayo). Asimismo, la presentadora chilena Karen Doggenweiler, recibió excelentes críticas del público y la prensa especializada, por su labor como animadora del Festival.

### Transmisión televisiva

#### Falta de accesibilidad a transmisiones en vivo y repeticiones
A pesar de ser el primer festival transmitido en televisión digital abierta tras el apagón analógico del año anterior 2024, Mega ha enfrentado críticas significativas. El principal motivo de estas críticas es la limitada disponibilidad de la transmisión gratuita del festival. El canal anteriormente estaba accesible en todo el país a través de la plataforma de televisión abierta análoga, pero en la actualidad solo se encuentra disponible en las capitales regionales por la televisión digital, algo distinto en su primera etapa del Festival de Viña en la era de Megavisión entre 1994 y 1999, las cuales se podrían ver gratuitamente en mas ciudades y localidades. Para el resto del país, la única opción es la televisión de pago, así como también las plataformas de internet como Mega Go y Disney+. Esta restricción se debe a la renuncia del canal a las concesiones de televisión en varias ciudades, y a la falta de emisión en otras localidades.
Adicionalmente, la señal en Internet de Mega ha sido objeto de controversias. En lugar de la transmisión del festival en sí, solo se ofrece un programa de reacciones, donde dos personas comentan los eventos del día. Esta decisión ha generado aún más críticas, ya que muchos espectadores consideran que esta cobertura es insuficiente y no reemplaza la experiencia de ver el festival en vivo. Asimismo, Mega decidió no subir las presentaciones del Festival de Viña 2025 a YouTube, en particular del canal histórico del festival, optando por Mega Go y Disney+ con disponibilidad por 30 días, lo que generó críticas en redes, además de emitir en su canal oficial de YouTube tan solo un loop o sinfín del anuncio de la noche que se está emitiendo, durante 5 horas o más, en vez de transmitir el festival como tal, esto pese a que se señala en los títulos de los videos en directo que se trata de «la señal en vivo» A diferencia de años anteriores, solo publicaron el show de Myriam Hernández, excluyendo las rutinas de humoristas. Usuarios acusaron a Mega de imponer barreras y usar YouTube solo para promocionar su plataforma. El humorista Fabrizio Copano cuestionó la falta de acceso desde el extranjero, generando más debate.No obstante, a finales de marzo, el canal oficial del festivalsubió las rutinas de los humoristas como Edo Caroe el día 18 de marzo, Pedro Ruminot el mismo día, y al día siguiente, la controvertida presentación del humorista George Harris.En abril fue el turno de las presentaciones musicales y las competencias folclóricas que estuvieron en el festival.
Según consta en un reportaje del medio digital chileno The Clinic, los derechos de distribución fueron vendidos por Mega y Bizarro en exclusiva a Disney Streaming (Disney Media Networks Latin America había transmitido certámenes desde 2019 en sus canales de televisión de paga, como Star Channel, aunque no tenían exclusividad sobre el contenido, siendo únicamente derechos de retransmisión para el mercado latinoamericano), dando accesibilidad a los suscriptores de 30 días para acceder al contenido, y además de la ya mencionada plataforma Mega Go (disponible únicamente en Chile). El costo de ambos servicios eran de CLP$9.990 (USD$10), y CLP$2.990 (USD$3), respectivamente, lo cual también fue criticado, debido a que, hasta 2024, todo el contenido del certamen era accesible gratuitamente a través del canal de YouTube oficial del certamen, manejado por un equipo de la Municipalidad de Viña del Mar destinado para ese fin, el cual ha reportado pérdidas, debido a que el municipio viñamarino reportaba ganancias del canal de YouTube, al ser uno de los canales con más suscriptores de Chile, y con gran seguimiento en el público hispanohablante.
Además, se hizo pública una polémica cláusula en la licitación de Mega y Bizarro, la cual exigía a la Municipalidad de Viña del Mar no subir los shows de la actual edición del festival hasta seis meses después del desarrollo del espectáculo (o sea, el mes de julio de 2025), lo cual motivó un reclamo de Canal 13, quién solicitó declarar desierta la concesión, al señalar que en las bases de la licitación se señalaba claramente que «la municipalidad se encuentra facultada para reproducir, integra o parcialmente, en su cuenta oficial del canal histórico del Municipio, almacenada en la plataforma de YouTube o en la plataforma que la municipalidad determine, las versiones oficiales del Festival de la Canción de Viña del Mar».
Las nuevas bases, señaladas en el acuerdo de Mega, Bizarro, y la Municipalidad de Viña del Mar, ahora dicen que la grabación completa de la transmisión televisiva de cada una de las versiones del Festival deberá ser entregada cada año a la Municipalidad, específicamente a la Dirección de Comunicaciones, en formato mínimo HD editable, sin sellos, ni marcas de ninguna especie, en un disco duro, en un plazo no superior a quince días de corrido una vez terminada la respectiva versión del Festival (la municipalidad de Viña del Mar dispone de un archivo de al menos poco más de 50 ediciones del festival televisadas). El problema es que el acuerdo en ningún momento señala algo sobre la distribución inmediata del contenido a través de plataformas digitales, y el mismo personal del municipio viñamarino no habría cumplido ciertos lineamientos, al subir contenido de las competencias internacional y folclórica, no usando grabaciones en bruto, sino que, grabando la misma señal de libre recepción de Mega, incluyendo logos del canal, algo que incluso ya se hizo antes, en previas ediciones del certamen.

### Críticas al comité organizador

#### Incidentes, críticas y problemas de invitados a la Gala Viña 2025
El viernes 21 de febrero, el canal Mega volvió a realizar la tradicional Gala de Viña, organizándola en su antiguo formato, dejando atrás la «Noche Cero», la cual fue organizada en 2020 y 2023, y que fuera suspendida en 2024. Este incluyó una sección de prensa rosa o farándula, la cual había sido dejada de lado desde 2019. Fue realizada en el Valparaíso Sporting Club, en Viña del Mar, cambiando la ubicación del evento, realizado desde siempre en el Casino de Viña del Mar.
Inicialmente, se produjeron incidentes, como las de un conjunto de vecinos damnificados por los anteriores incendios forestales de febrero de 2024, provenientes de Valparaíso, Viña del Mar, y otras ciudades y localidades de la región, quienes protestaron en contra del desarrollo de la gala (la cual, el año anterior fue suspendida por los mismos motivos), además de grupo de amigos y familiares de Felipe Ramírez, un hombre que falleció tras un incidente ocurrido dentro del Sporting Club, protestarían afuera del recinto exigiendo justicia.
La gala de 2025 ha sido la más larga hasta la fecha, con 5 horas y 15 minutos, finalizando a las 2:15 AM (hora de Chile), y con más de 250 invitados, entre invitados al certamen musical, celebridades de otros canales de televisión chilenos, y otros invitados especiales. La falta de organización de parte de Mega fue bastante criticada por los asistentes e invitados al evento. 
Durante la gala de Viña del Mar 2025, la periodista y presentadora de televisión chilena Ivette Vergara sufrió un desmayo detrás del escenario debido al agotamiento. Aunque el incidente generó preocupación, la presentadora fue rápidamente atendida y se recuperó. Al final, pudo continuar con su participación en el evento sin mayores complicaciones. Además, estuvo a punto de tener un problema con la parte superior de su vestido, pero lo que más llamó la atención fue que se le vio un calzón negro, lo que no pasó desapercibido y fue algo poco favorecedor, señalando además que esta había sido «la peor gala en la que había estado», debido a una serie de malos tratos, empujones y caídas que habría sufrido.
La cantante chilena Karen Paola también realizó duras críticas, revelando que pese a haber llegado al evento a las 10 de la noche, no pudo desfilar por la alfombra roja hasta cerca de las 2 de la mañana, señalando en una entrevista al noticiero chileno Teletrece que incluso sufrió empujones, algunos invitados casi se desmayaban, y muchos se cayeron, lo que comentó visiblemente molesta, además de considerar una falta de respeto de parte de la organización hacia los invitados, el hecho de que muchos de los invitados estuvieron de pie durante horas sin poder avanzar.
Otros momentos polémicos de la noche fue la participación de la modelo y presentadora de televisión chilena Tonka Tomicic, involucrada en un caso judicial con el fuera su esposo Marco Antonio López «Parived». Varios medios de comunicación señalaron que su llegada fue bastante caótica provocando algunos inconvenientes tras bambalinas. Además, la prensa constató que Laura de la Fuente (hija del actor chileno Cristian de La Fuente) terminó en el suelo tras ser empujada por un integrante del equipo de Tonka Tomicic, siendo ayudada por Rafael Araneda, Karen Doggenweiler e Ivette Vergara. Con esto, se criticó la diferencia de trato a los invitados al evento.
Además, hubo problemas con los patrocinadores del festival, esto debido a la participación de la modelo brasileña Michelle Carvalho, quien lució un atuendo rojo con la marca de Coca Cola en su vestido, siendo la competencia directa de Pepsi, auspiciador del festival.

#### Cancelación y reprogramación de la tercera jornada
El 25 de febrero de 2025 ocurrió un apagón a nivel nacional en Chile que obligó a suspender la tercera noche del Festival cuando se iban a presentar Morat, Pedro Ruminot y Sebastián Yatra.Durante gran parte del día, solo existieron rumores y ninguna información clara dada por algún medio de comunicación o red social oficial de la organización, produciéndose caos y grandes colas de gente esperando sin respuesta. Luego de algunas horas, el público entró al recinto, y allí, solo se podía ver un comunicado en las pantallas de la Quinta Vergara, en donde se señalaba que el comité organizador estaba a la espera de la determinación de las autoridades del Gobierno central, con el fin de decidir si realizar la edición del certamen ese día o no. Cabe destacar que, en el recinto, había electricidad gracias a generadores.
Posteriormente, pasadas las 21:00 h (hora de Chile),las presentaciones de la tercera jornada fueron reprogramadas para el 1 de marzo de 2025, esto debido a la declaración de estado de excepción constitucional por catástrofe, y toque de queda, haciendo imposible la realización del certamen ese día.

#### Críticas a los copresentadores
De forma similar a las ediciones anteriores producidas por Mega, desde la XXXV a la XL, el canal decidió recurrir a coanimadores, los cuales presentarían solamente las competencias internacional y folclórica. En la segunda jornada del 24 de febrero, la actriz chilena Paola Volpato, reconocida por su extensa trayectoria y carrera actoral en su país, sufrió diversas críticas en redes sociales por su labor como presentadora, debido a que se mostró muy nerviosa, disociada, y visiblemente afectada por su inexperiencia en dicho campo.
En la quinta jornada del 28 de febrero, el periodista Rodrigo Sepúlveda era el encargado de coanimar la competencia internacional como folclórica junto a Karen Doggenweiler.Sin embargo, minutos antes de la competencia folclórica, el público pifiaría al periodista, forzando que Rafael Araneda tomara su lugar durante las competencias. Según la productora, este cambio habría sido pensado antes de la jornada producto del apagón ocurrido el 25 de febrero. Sin embargo, el periodista ya había confirmado su participación como coanimador ese mismo día.Finalmente, Rodrigo Sepúlveda coanimaría la competencia internacional y folclórica junto a Karen Doggenweiler en la jornada final, presentando a los temas ganadores sin ningún contratiempo, recibiendo incluso aplausos y apoyo de parte del público, aunque provocaría reacciones diversas en redes sociales, siendo fuente de variados comentarios y memes.

#### Show televisivo en entrega de gaviota de platino
La entrega de la gaviota de platino a Myriam Hernández, en la jornada del 24 de febrero, se vio antecedida por un espacio de 15 minutos, en los cuales los presentadores del evento interactuaron con la artista y el público presente en la Quinta Vergara, insinuando con una posible entrega del premio, lo cual fue evidenciándose más con el paso de los minutos. En paralelo se mostraba a la alcaldesa Macarena Ripamonti caminando por las oficinas de la Quinta Vergara, bajo el escenario, con el objeto de firmar los que serían los documentos oficiales de la entrega del premio –el cual es entregado por decisión del consejo organizador, liderado por ella misma-, presuntamente con gente de la productora Bizarro y representantes del canal organizador Mega. Lo extraño de la situación, además de la forma tan improvisada y poco profesional de como se ejecutó en el aspecto técnico, hizo que esto se volviera fuente de memes y burlas en redes sociales, además de críticas de parte de los usuarios, quienes señalaron que la situación restó emoción y espontaneidad a la entrega del premio, mientras que otros acusaron una excesiva atención hacia la alcaldesa de la ciudad.

### Competencia internacional
Por primera vez en muchos años, para esta edición se dio una mayor importancia a la competencia internacional y folclórica de canciones, alcanzando índices de audiencia muy altos, y una cobertura muy destacable en redes sociales, la cual, por varios años, era relegada a un segundo plano, realizándose después del comediante de turno, siendo así teloneros del artista que cerraba la noche.

#### Bajas calificaciones del jurado virtual
Desde el año 2019, la filial chilena de América Móvil, Claro, reconocida compañía de telecomunicaciones en el país sudamericano, ha desarrollado una app llamada “Claro Viña”, la cual se actualiza en cada edición, mediante la cual el público puede votar, evaluando con notas o calificaciones las presentaciones de cada artista, las que se promedian con las calificaciones del jurado oficial. Si bien siempre han existido discrepancias entre las calificaciones del jurado virtual, y las apreciaciones del público presente en la Quinta, en la edición de 2025 tuvo un nuevo exponente: la cantante española NIA, quién representó a su país en la competencia internacional. Pese ha haber recibido muchos elogios de parte del Monstruo, y de parte de los internautas en redes sociales, así como compañeros de profesión como Sebastián Yatra o Guaynaa las bajas calificaciones que ha recibido la intérprete en la app oficial han hecho que el público de la Quinta Vergara haga sentir su malestar a través de los abucheos, los que se han presentado en la mayoría de veces en que se muestra al público la nota promedio puesta por el público virtual, en especial en la segunda presentación de la artista.

#### Acusaciones de blasfemia en la canciónInfernodaga
La canción «Infernodaga» del cantante Dani Ride, representante por Chile de la competencia internacional, ha sido acusada de blasfemia y profanación.El tema musical, el cual relata la experiencia de Ride, del como reveló a su familia su orientación sexual LGBT, ha recibido duras críticas desde el sector cristiano católico, debido al contenido del videoclip, el cual ha sido calificado de contener elementos y mensajes «subliminales» y «satánicos», al mostrarse elementos religiosos desacralizados, como la Virgen María, la Santa Cruz, y la Biblia (la cual es quemada). Además, Dani Ride aparece con una corona de espinas, junto a un actor vestido de sacerdote, habiendo alusión a los escándalos de abusos sexuales dentro de la Iglesia Católica. El arzobispo cardenal católico de Santiago Fernando Chomalí criticó duramente la canción, señalando que se trataba de una blasfemia en nombre de la libertad de expresión, y le pega una gran bofetada a millones de cristianos.
A las críticas al tema musical, se sumaron las del político chileno de derecha, José Antonio Kast (Partido Republicano), quien señaló que el certamen, siendo una fiesta familiar y el orgullo de Chile, este año sería el escenario de lo peor de la cultura identitaria frenteamplista, con sacrilegio y perversión cultural.La canción en competencia no logró clasificar para la ronda final.

### Competencia folclórica

#### Final de la competencia folclórica
La competencia folclórica de 2025 finalizó con un empate entre las canciones representantes de Bolivia y Chile: «No le tengas miedo a la soledad» de Tupay, y «La baba del sol» de Metalengua, respectivamente. La decisión sobre que canción ganaría sería dada al presidente del jurado, el guitarrista, cantante y compositor chileno de rock en español Claudio Narea (exmiembro de Los Prisioneros), quién decidió dar el triunfo a la representante de Chile «La baba del sol». De forma inédita, esto provocó muchísimas críticas del público chileno,el cual históricamente siempre ha apoyado a sus representantes, y que en esta ocasión habría querido más a la representante boliviana, «No le tengas miedo a la soledad» de Tupay, debido a que esta, si fue considerada por la audiencia «una fiel representación del folclor de Bolivia, a diferencia de la canción chilena». La situación fue calificada como «robo» por varios cibernautas, y las críticas apuntaron especialmente a Narea, por la decisión tomada.

### Artistas

#### Horario de la presentación de Ha*Ash
La segunda jornada del 24 de febrero, a las 02:03 AM (hora de Chile, ya para la madrugada del día siguiente, el 25) el dúo norteamericano de pop country Ha*Ash se presentó en la Quinta Vergara, con una presentación de solo 54 minutos, y en donde se omitieron varios éxitos del dúo por temas de tiempo. Esto reavivó las críticas a los organizadores del certamen (especialmente a Bizarro, el cual ha producido el festival desde hace años, junto a TVN y Canal 13) por la distribución de horarios en las presentaciones, y por los continuos periodos de tiempo muerto en pantalla como el del criticado show televisivo en la entrega de la gaviota de platino a Myriam Hernández.

#### Presentación de The Cult
La banda británica fue la encargada de cerrar la cuarta noche del festival el jueves 27 de febrero, finalizando su presentación cerca de las 2:10 AM, tras lo cual los animadores entraron para despedir al grupo interactuando brevemente con sus integrantes, antes de que abandonaran rápidamente el escenario sin recibir ningún premio. Ante esta situación, el público en el lugar se manifestó con pifias pidiendo su regreso y la entrega de premios, mientras la transmisión oficial mostraba un contacto desde el backstage. Así, minutos después, hicieron traer de vuelta a Billy Duffy, quien recibió la Gaviota de Plata. En un aparente desconocimiento de la situación y de los premios entregados en el evento, el guitarrista señaló en una interacción con el público y los animadores:
«¿Esto es plata? ¿Hay una mejor? Creo que merecemos una mejor, creo que Ian merece una mejor. ¿Qué piensan ustedes?»
A pesar de esto, los animadores se despidieron y se cerró la transmisión del evento. Esto generó críticas en redes sociales hacia los animadores del certamen por haber cortado las transmisiones y no haber entregado la Gaviota de Oro, a pesar de que había sido solicitada por el público.

### Humoristas

#### Rutina de George Harris
La rutina del comediante venezolano George Harris en la jornada inaugural del domingo 23 de febrero, estuvo marcada por el tenso ambiente del dividido público de la Quinta Vergara, integrado por chilenos y una multitud de venezolanos que viajaron para apoyar a su compatriota.
Antes de su rutina, se constató en la prensa que varios espectadores chilenos se fueron de la Quinta Vergara apenas finalizó la presentación del cantante puertorriqueño Marc Anthony. Pese a ser muy bien recibido por el público chileno al principio, la mayor parte de la presentación, la cual se compuso de una serie de anécdotas propias de su país (contadas principalmente con expresiones y modismos propios de Venezuela), se vio marcada por sonoras pifias y rechiflas de los espectadores chilenos, y por las ocasionales ovaciones del público venezolano.Las pifias del público chileno se debieron especialmente al modo de hacer comedia de Harris, basado en contar anécdotas, y no en los chistes cortos y en el humor espontáneo, que es el preferido por el público chileno. Asimismo, el comediante enfrentó al público en varias ocasiones, con fuertes palabras, lo cual enfebreció aún más la reacción de los espectadores chilenos, los cuales manifestaron su descontento tanto en la Quinta como en redes sociales.

Algunas de las frases del comediante que más ofendieron al público chileno fueron:
«No puedo creer que haya gente que haya comprado la entrada para pifear (…) ¡levántate una venezolana, marico!, ¿vas a estar toda la noche (pifeando)?»
«Ándate para el baño y jálate el muñeco»
«Ojalá tengas la carrera que tengo yo»
Pasados unos minutos, el humorista finalizó abruptamente su rutina, pero el presentador local Rafael Araneda insistió en que continuara. Harris prosiguió con su presentación, pero la cortaría abruptamente por segunda vez. Posteriormente, el venezolano volvería a ser llamado por tercera vez, y finalizaría con la última parte de su rutina. No se llevó ninguna gaviota, fracasando rotundamente y recibiendo duras críticas; principalmente por el hecho de que durante su presentación, solo recibió aplausos de sus compatriotas, los cuales solo lo apoyaban por su nacionalidad -esto, señalado por medios chilenos, los cuales afirmaron que «los venezolanos nunca se reían, solo aplaudían»-.La situación también generó críticas del público en redes sociales hacia los presentadores del evento, debido a sus intervenciones para intentar convencer tanto a Harris como al público de continuar con la rutina.
Posterior a esta presentación, se produjeron incidentes, al retirarse masivamente el público venezolano de la Quinta Vergara, indignados por el mal recibimiento del público chileno a Harris. Los venezolanos acusaron de «xenofobia» al público chileno, y muchos hicieron descargos en programas en directo que se transmitían en Chile en paralelo al festival, como sería Primer Plano de Chilevisión.El director televisivo del evento, Álex Hernández, se sumó a estas acusaciones al día siguiente, asegurando que un grupo pequeño de chilenos se organizó para sabotear la rutina,aunque días más tarde, Hernández se arrepintió de sus declaraciones. Muchos chilenos justificaron el rechazo a Harris, no por su nacionalidad, sino por el simple hecho de no ser divertido, algo que ha sucedido antes en el mismo escenario, incluso con humoristas locales. En una conferencia de prensa posterior, los animadores del evento también descartaron que se haya tratado de un episodio de xenofobia, atribuyendo el fracaso de la rutina a otros factores, como las discusiones entre Harris y el público presente.  Se registraron peleas y discusiones entre venezolanos y chilenos, junto con algunos hechos de violencia aislados, mientras las personas de ambas nacionalidades salían del recinto.
Pasados varios días desde la rutina, este hecho no hizo más que afectar todavía más la compleja situación entre venezolanos y chilenos, al punto de que Guarequena Gutiérrez, ex embajadora y ad honorem en Chile designada por Juan Guaidó, señalaría que hay venezolanos inmigrantes que están pensando irse de Chile. Otro incidente ocurrido sería el de la estudiante de psicología venezolana Mishelle Hecht, alumna de la Universidad Adolfo Ibáñez, quien señalaría que no confiaba en los chilenos, declarando que «les vamos a meter Tren de Aragua hasta para llevar».
Una vez de regreso en Miami, su lugar de residencia, Harris señalaría en una entrevista a Telemundo que nunca debió haber aceptado la invitación, y que había recibido amenazas de que esto iba a pasar, además de publicar posteriormente en redes sociales el mensaje que decía: «¡Muchachos, no es fome: es boicot! No es fome: es xenofobia. Vamos a llamar las cosas por su nombre (sic)».El mensaje fue en respuestas a los chilenos que insistieron en señalar que el rechazo a su rutina nunca fue por su nacionalidad, sino por el simple hecho de no ser divertido, algo que ha sucedido antes en el mismo escenario, con artistas y comediantes del mismo país.La respuesta de Harris, y la insistencia de la comunidad venezolana en señalar la existencia de «xenofobia», ha generado más reacciones negativas entre el público chileno, incluyendo la respuesta de la actriz y periodista local Francisca García-Huidobro, quien respondió a George Harris ante su señalamiento de supuestas amenazas en su contra, diciéndole que «tú has recibido amenazas, y acá en Chile estamos todos recibiendo amenazas de tus compatriotas por no haberte aplaudido un show fome (aburrido) en la Quinta Vergara. No es porque eres venezolano, no es xenofobia. E(re)s fome».
Más tarde, el 28 de febrero, George Harris haría una polémica transmisión vía streaming, acusando nuevamente un boicot en su contra, de haber sufrido burlas de comediantes chilenos,volvió a mencionar la campaña de «xenofobia» de los medios de comunicación de Chile, a los cuales tildó de «amarillistas»,diría que los comediantes extranjeros ya no quedrían ir a Viña del Mar después de su fracaso, y además señaló que, él había intentado bajarse del espectáculo, al notar la «xenofobia» a la que se enfrentaba en el escenario, algo que se contradice con declaciones previas de Harris, en donde se le veía ansioso de participar días antes, y con la misma promoción de su presentación, en la cual siempre se ponía énfasis en su trayectoria de 20 años como comediante.Las nuevas declaraciones de Harris serían rebatidas por el ya mencionado director televisivo del evento, Álex Hernández, quien fue una de las pocas personas en los medios de comunicación chilenos que lo defendieron, quien calificó como «algo de mal gusto», o «algo que él no haría», las declaraciones de Harris en donde acusa a la organización del evento, además de señalar Hernández de que existe una larga lista de artistas internacionales, incluso comediantes, que estarían gustosos de participar del Festival, además de la gran cantidad de artistas, músicos y comediantes, chilenos y extranjeros, que han triunfado en el certamen durante su larga historia.

#### Rutina de Edo Caroe
El comediante y mago chileno Edo Caroe tuvo una exitosa rutina en la Quinta Vergara, la tercera jornada del miércoles 26 de febrero, siendo el show más visto del certamen ese año, y siendo premiado con ambas gaviotas. Pese a su éxito, su característico humor negro causó polémica, debido a dos chistes que provocaron reacciones diversas al público de la Quinta Vergara, y a los cibernautas.

Uno de esos chistes hacía alusión al expresidente de Chile, Sebastián Piñera, fallecido el 6 de febrero de 2024, cuando la aeronave que pilotaba cayó a las aguas del lago Ranco en el sector de Ilihue, Región de Los Ríos.El chiste en concreto fue:
«Este país es una fuente inagotable de cagás, hueón. Y me di cuenta que Chile es como cíclico, porque pasamos por los mismos lugares cada cierto tiempo (...) con la política pasa lo mismo, pasamos de izquierda a derecha, derecha izquierda. Se acuerdan cuando pasamos de Bachelet, Piñera, Bachelet, Piñera (...) Yo creo que va a pasar la misma hueá… el próximo periodo presidencial, va a salir Michelle Bachelet, después, Piñera Robot. A prueba de agua esta vez»
Dicho chiste recibió duras críticas de algunos panelistas del programa magacín matinal Con gusto a Viña (versión especial del programa regular Mucho gusto, del canal Mega), quienes criticaron el hecho de que reírse de la trágica muerte y accidente de una persona, era algo que no correspondía, ya que no sería algo gracioso ni mucho menos chistoso para su familia, y que la broma habría cruzado una línea.Otro chiste controversial hizo alusión a la tragedia y milagro de Los Andes de 1972, ironizando sobre la antropofagia,a la que tuvieron que recurrir los sobrevivientes del accidente del vuelo 571 de la Fuerza Aérea Uruguaya. El chiste dejó claramente descolocados a los espectadores de la Quinta Vergara, lo que el comediante intentó solucionar señalando que hacía referencia a la película española La sociedad de la Nieve, basada en los mismos acontecimientos:  
«Porque hoy día entrené y tocó piernas. Esa gente que entrena y se da color, tocó piernas, es algo que pudo haber dicho una persona que fue al gimnasio o un rugbista uruguayo en Los Andes (…) ¿La sociedad de la nieve la vieron? Muy buena película. (...) ¡Ya, pero las caras de espanto", ¿ustedes creen que ellos no bromearon en algún minuto con eso? (...) ¿no dijeron 'tocó pierna?, jaja. ¡Oye, ¿no hay otra cosa?, no, no hay mano»
La rutina ha recibido 350 denuncias ante la entidad reguladora de televisión de Chile, el Consejo Nacional de Televisión (CNTV), por sus contenidos polémicos.

#### Rutina de Pam Pam
La comediante chilena Pamela Córdoba, más conocida como «Pam Pam», tuvo una recepción tibia del público, en su presentación en la quinta jornada del festival, el viernes 28 de febrero. Pese a no recibir pifias, su rutina, la cual tuvo en su mayoría historias de vida, y algunos chistes, estuvo marcada por momentos de silencio durante varios minutos, y muy pocas risas. Por su parte, la rutina recibió críticas mayormente negativas en redes sociales. La comediante solo recibió la gaviota de plata, lo que fue criticado en redes sociales, ya que fue visto más como un «regalo» del público, y no como un premio a su actuación.

#### Rutina de Pedro Ruminot
El comediante Pedro Ruminot tuvo un exitoso paso por la Quinta Vergara, en su postergada rutina en la jornada final del 1° de marzo (originalmente debió presentarse el 25 de febrero), en la cual se llevó todos los premios, y la ovación del público, siendo el show más exitoso de ese año. Uno de los momentos más recordados de su rutina fue cuando, dentro de una dinámica hablando con el público, cambió el nombre del característico premio del certamen, la gaviota, llamándola «corneta» (vulgarismo chileno equivalente a otros como «tula» o «chota»). El chiste se extendió al punto de que, al pedirse los premios, el público de la Quinta gritó ¡corneta! pidiendo el premio para el comediante.
El éxito de la rutina motivaría a que el público pidiera posteriormente la Gaviota de Platino, pero Ruminot, agradeciendo el cariño del público, señaló de ser consciente de no merecerla, al no cumplir con los requisitos mínimos exigidos (como ser cantante, y tener una trayectoria consolidada mínima de 30 años). Pero, como parte de la humorada, Daniel Merino, director ejecutivo del Festival de Viña del Mar, le entregó como premio «la corneta de oro», que era, literalmente, un ejemplar del instrumento musical de color dorado, lo que desató la risa de los presentes. Dicha humorada habría sido una improvisación del equipo de Ruminot, siendo el instrumento propiedad del músico Hermes Quintanilla, miembro de la orquesta del festival, quien la prestó para la broma.

## Reyes del Festival
En febrero de 2023 se anunció la eliminación definitiva de la Reina de Viña (asimismo la elección del Rey tampoco se realizaría), ante la negativa del municipio encabezado por la alcaldesa Macarena Ripamonti, debido a la «estigmatización de la mujer» y a la farandulización del evento. De esta manera los Reyes de Viña serían reemplazados por los «Embajadores del Festival», los cuales serían elegidos por el público general y la prensa acreditada del lugar, además tendrá como finalidad el volver a la tradición de premiar a los artistas oficiales del Festival y generar conciencia sobre temáticas que sean un aporte a la sociedad.
No obstante, debido a las críticas y al poco éxito de la elección de embajadores y embajadoras, en 2025 se regresó al formato clásico, eligiéndose nuevamente «reina» y «rey» del festival, con la novedad de que, al igual que los embajadores, serían elegidos por el público general y la prensa acreditada del certamen.

### Reina del Festival
En esta versión se eligió a la 43.ª Reina del Festival, y sucesora de Nayadeth Neculhueque (más conocida como «Naya Fácil»), por el público general y la prensa acreditada del evento.

#### Controversia
Hubo polémica en la votación de la Reina del Festival, debido a la muy poca diferencia de votos de la prensa acreditada entre las dos candidatas más votadas, Emilia Dides, Miss Universo Chile 2024 y Jurado de la Competencia Folclórica e Internacional del Festival, y Faloon Larraguibel, modelo, rostro televisivo de Canal 13, y participante del reality show Palabra de honor. La suma de votos dio por ganadora a Emilia Dides, la cual obtuvo la mayoría de votos del público. Pero la controversia se gestaría por un voto que no fue contabilizado por el comité organizador del diario La Hora, el cual fue declarado nulo, al ser introducido en una urna equivocada. Canal 13 acusó que, con ese voto, Faloon Larraguibel habría ganado el concurso. Sin embargo, diario La Hora rectificaría el triunfo de Dides.
Sin perjuicio de lo anterior, Emilia Dides, con el fin de frenar y evitar la controversia, solicitó compartir el premio con Larraguibel, por lo que, de forma inédita, el título de Reina del festival fue compartido por las dos mujeres más votadas por primera vez.Pese a lo anterior, diversos medios han señalado que el público en su mayoría, considera a Emilia Dides como la única Reina oficial del certamen de 2025.
| Candidata          | Ocupación         | Participa en                        | Canal/Medio      | Resultados    |
| ------------------ | ----------------- | ----------------------------------- | ---------------- | ------------- |
| Emilia Dides       | Cantante y Modelo | Jurado del Festival                 | Festival de Viña | 214.468 votos |
| Faloon Larraguibel | Modelo            | Hay que decirlo, y Palabra de honor | Canal 13         | 200.996 votos |
| Ha*Ash             | Dúo musical       | Artista del Festival                | Festival de Viña | 23.403 votos  |

Varios televidentes criticaron lo que consideraron «un show televisivo y mediático» de Canal 13, debido a que los programas Hay que decirlo, y en menor medida el magacín matinal Tu Día, criticaron al concurso, llamando en varias ocasiones a Faloon Larraguibel «la verdadera reina», además de mostrar una polémica nota, en la cual se acusa a Emilia Dides de «no haber hecho nada para ser la reina» (en referencia de que Larraguibel fue la única nominada que hizo campaña, mientras que Dides se enfocó únicamente en su trabajo como jurado del Festival). Sumado a lo anterior, Larraguibel tuvo un piscinazo propio, el cual fue tildado como «ilegítimo» por varios cibernautas.
Emilia Dides se vio bastante afectada por la situación, publicando un mensaje en redes sociales, que aumentaron todavía más las críticas a Canal 13:
«Sí, (yo) lloré y me cuesta mucho aceptarlo. Es súper triste llegar a un lugar donde mi gente más linda quería verme, y sentir que no pertenezco (allí), para después llegar y ver la cantidad de cosas que se han dicho en mi contra, y sobre todo viniendo de mujeres»
Esto motivó a que el programa Hay que decirlo recibiera más de 7.000 denuncias ante la entidad reguladora de televisión de Chile, el Consejo Nacional de Televisión (CNTV),siendo el programa más denunciado ante el organismo fiscalizador en febrero de 2025. Posteriormente, Dides señalaría que intentó comunicarse con Larraguibel, con el fin de encontrarse y compartir su premio, pero nunca recibió una respuesta.

### Rey del Festival
Por sexta vez desde 2010, se volvió a elegir "Rey del Festival de Viña del Mar" y sucesor de Nicolás Solabarrieta, por el público general y la prensa acreditada del evento.
| Candidato       | Ocupación  | Participa en        | Canal/Medio      |
| --------------- | ---------- | ------------------- | ---------------- |
| Camilo González | Periodista | Prensa              | Festival de Viña |
| Jorge López     | Actor      | Jurado del Festival | Festival de Viña |

## Audiencias
A continuación se muestran los índices de audiencia en Chile para cada noche del festival, según la empresa Kantar Ibope. 
     Noche más vista, excepto la gala de Viña.

     Noche menos vista, excepto la gala de Viña.
| Noche                             | Día                               | Fecha                             | Horario                           | Índices de audiencia en Chile | Puesto diario |
| --------------------------------- | --------------------------------- | --------------------------------- | --------------------------------- | ----------------------------- | ------------- |
| 0                                 | Viernes                           | 21 de febrero de 2025             | 21:02 - 02:13                     | 26,9                          | Primero       |
| 1                                 | Domingo                           | 23 de febrero de 2025             | 21:15 - 02:14                     | 27,7                          | Primero       |
| 2                                 | Lunes                             | 24 de febrero de 2025             | 21:15 - 03:08                     | 31,5                          | Primero       |
| 3                                 | Miércoles                         | 26 de febrero de 2025             | 21:15 - 03:27                     | 26,8                          | Primero       |
| 4                                 | Jueves                            | 27 de febrero de 2025             | 21:15 - 02:21                     | 21,9                          | Primero       |
| 5                                 | Viernes                           | 28 de febrero de 2025             | 20:54 - 02:35                     | 20,1                          | Primero       |
| 6                                 | Sábado                            | 1 de marzo de 2025                | 21:15 - 02:51                     | 25,8                          | Primero       |
| Rating promedio (excepto la gala) | Rating promedio (excepto la gala) | Rating promedio (excepto la gala) | Rating promedio (excepto la gala) | 25,6                          | 25,6          |